# Dauerbaustelle (Bauwesen)
Eine Dauerbaustelle ist ein Ort, eine Baustelle, an dem für einen ungewöhnlich langen Zeitraum (auf Dauer) Baumaßnahmen stattfinden. Im Gegensatz dazu steht die Tagesbaustelle.
Jede einzelne Baumaßnahme gilt irgendwann als abgeschlossen oder die Bauarbeiten werden zu irgendeinem Zeitpunkt abgebrochen. Eine dauerhafte Baustelle existiert im Bauwesen daher nicht, auch wenn längerfristige Baustellen auf Autobahnen verwaltungstechnisch so bezeichnet werden. Große Bauwerke als solche haben jedoch einen gewissen Hang, zur Dauerbaustelle – im Sinne eines Ortes ständiger einzelner Baumaßnahmen – zu werden: Nutzungsänderungen oder Gesetzesänderungen führen mitunter zu ständigen Erweiterungen oder Änderungen an einer bestehenden Bausubstanz. So können beispielsweise gewisse Teile eines Großklinikums abgerissen, umgebaut oder neugebaut werden, während andere Bereiche davon überhaupt nicht betroffen sind. Sehr große Einzelbauwerke benötigen Erhaltungsmaßnahmen, die auch ohne signifikante Umbauten eine ständige Tätigkeit von Bauhandwerkern erfordern, nur um im Rahmen von Sanierungen die Bausubstanz als solche zu sichern (prominente Beispiele hierfür sind der Kölner Dom oder die Golden Gate Bridge). Auch große Infrastruktursysteme wie beispielsweise ein Autobahnnetz oder die Gleisanlagen eines großen Eisenbahnsystems erfordern ständige Erhaltungsmaßnahmen.